# Ghorahi
Ghorahi (nep. त्रिभुवननगर) – miasto w południowo-zachodnim Nepalu; stolica dystryktu Dang Deokhuri. Według danych szacunkowych na rok 2010 liczy 59 870 mieszkańców. Ośrodek przemysłowy.